# Pristimantis altamazonicus
Pristimantis altamazonicus är en groddjursart som först beskrevs av Barbour och Dunn 1921.  Pristimantis altamazonicus ingår i släktet Pristimantis och familjen Strabomantidae. IUCN kategoriserar arten globalt som livskraftig. Inga underarter finns listade i Catalogue of Life.